# Independence Hall
Independence Hall è una costruzione di Filadelfia, Pennsylvania; per la precisione si trova su Chestnut Street, tra la 5° e la 6° Strada. È conosciuta principalmente per il fatto di essere l'edificio in cui venne discussa e ratificata la Dichiarazione d'indipendenza degli Stati Uniti. L'edificio venne completato nel 1753 e prese il nome di Pennsylvania State House, sede della Provincia della Pennsylvania. Divenne il luogo di incontro del Secondo congresso continentale durante la Rivoluzione Americana. La Dichiarazione d'Indipendenza, gli Articoli della Confederazione e la Costituzione degli Stati Uniti furono firmati presso l'Independence Hall. L'edificio fa ora parte del più esteso Independence National Historical Park ed è inserito tra i Patrimoni dell'umanità.

## L'edificio

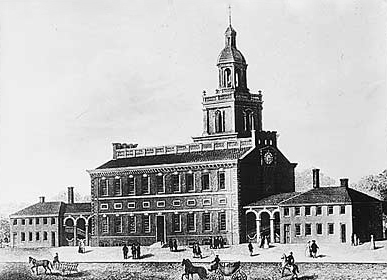
Vista esterna di Independence Hall (attorno al 1770)

Independence Hall è una costruzione di mattoni rossi, eretta tra il 1732 ed il 1753, progettata in stile Georgiano da Edmund Woolley e Andrew Hamilton. La sua costruzione venne commissionata dalla legislatura coloniale della Pennsylvania ed all'inizio ospitò il governo della Pennsylvania. Due piccoli edifici sono adiacenti all'Independence Hall: ad est si trova Old City Hall, e ad ovest la Congress Hall. L'unione di questi tre edifici forma Independence Square, insieme alla Philosophical Hall, sede originale dell'American Philosophical Society. Il complesso degli edifici lungo Chestnut Street ha subito numerose modifiche e rifacimenti nel corso degli anni.

## Liberty Bell
Il campanile di Independence Hall ospitò in passato la "Liberty Bell", mentre oggi contiene la "Centennial Bell" creata per l'Esposizione del Centenario del 1876. La campana originaria, con la famosa crepa, è esposta lungo la strada all'interno del Liberty Bell Center. Nel 1976 Elisabetta II visitò Filadelfia ed offrì in dono agli americani una copia della Bicentennial Bell, forgiata nella stessa fornace di quella originaria. La campana del 1976 si trova nella moderna torre situata sulla 3ª Strada, nei pressi di Independence Hall.

## Dichiarazione di Indipendenza e Secondo congresso continentale
Tra il 1775 ed il 1783 venne usato come sede per il Secondo congresso continentale, un corpo di rappresentanti provenienti da ognuna delle Tredici colonie britanniche dell'America settentrionale. La Dichiarazione di Indipendenza venne approvata qui il 4 luglio 1776, nonostante la votazione ufficiale avvenne due giorni prima, e venne letta al pubblico nell'area adesso nota come Independence Square. Questo documento storico unificò le colonie che si autodichiararono indipendenti dal Regno di Gran Bretagna spiegandone le motivazioni. Gli eventi storici vengono ricordati ogni anno con una festa nazionale chiamata Independence Day.
Il 14 giugno 1775 i delegati del congresso continentale nominarono George Washington comandante dell'esercito continentale — dopo una discussione che l'aveva visto contrapposto a John Hancock nella Sala delle Assemblee dell'Independence Hall. Il secondo congresso continentale nominò anche Benjamin Franklin quale primo Postmaster General di quello che poi divenne il Dipartimento delle Poste degli Stati Uniti, il 26 luglio.
Richard Henry Lee della Virginia propose al congresso continentale una risoluzione chiamata Dichiarazione di Indipendenza, era il 7 giugno 1776. La versione finale del documento venne stilata il 2 luglio (a parte correzioni minori), e venne infine ratificata il 4 luglio 1776 determinando la nascita degli Stati Uniti d'America, e la conseguente indipendenza dall'Impero britannico.
Nel settembre del 1777 Filadelfia venne occupata dall'esercito britannico, ed il congresso continentale venne obbligato ad andarsene fuggendo a York, Pennsylvania. Il congresso tornò il 2 luglio 1778 dopo il termine dell'occupazione inglese.

## La Costituzione e la capitale a Filadelfia

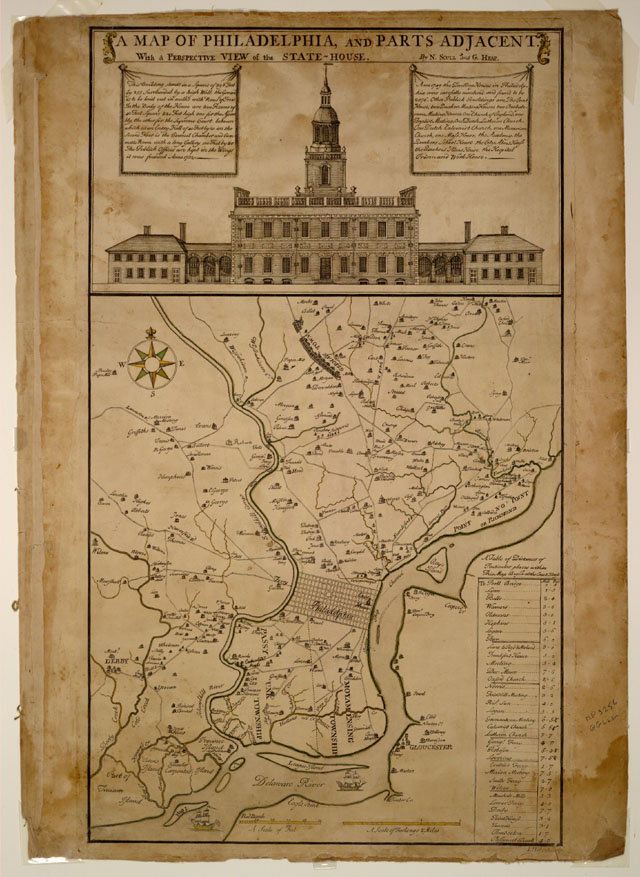
Mappa di Filadelfia e dei territori circostanti (1752)

Nel settembre 1786 i commissari provenienti da cinque stati si incontrarono alla Conferenza di Annapolis per discutere delle correzioni da apportare agli Articoli della Confederazione per supportare il commercio. Invitarono i rappresentanti degli stati a confluire a Filadelfia per discutere dei miglioramenti al governo federale. Dopo il dibattito, il Congresso della Confederazione approvò il piano di revisione il 21 febbraio 1787. Dodici stati, con la sola eccezione del Rhode Island, accettarono l'invito e spedirono i propri delegati che si riunirono nel maggio 1787 presso l'Independence Hall.
La risoluzione specificò i propri propositi, ma la Convenzione decise di proporre una riscrittura della Costituzione. La Convenzione di Filadelfia votò a scrutinio segreto, oscurando anche le finestre della sala nonostante l'estate torrida. Il risultato fu la riscrittura delle fondamenta governative. Il 17 settembre 1787 la Costituzione fu completa, ed entrò in vigore il 4 marzo 1789, quando il nuovo Congresso si incontrò per la prima volta nella Federal Hall di New York.
Nel 1790 il Congresso tornò a Filadelfia per ritrovarsi nella Congress Hall, a pochi passi dall'Independence Hall, il 6 dicembre. Filadelfia sarebbe rimasta la sede del governo federale fino al 1800, quando questa venne definitivamente spostata a Washington DC. In questo periodo Independence Hall funse da sede ufficiale per gli uffici, mentre la Corte Suprema si trovava ad Old City Hall, con il Congresso a Congress Hall.

## Fatti recenti

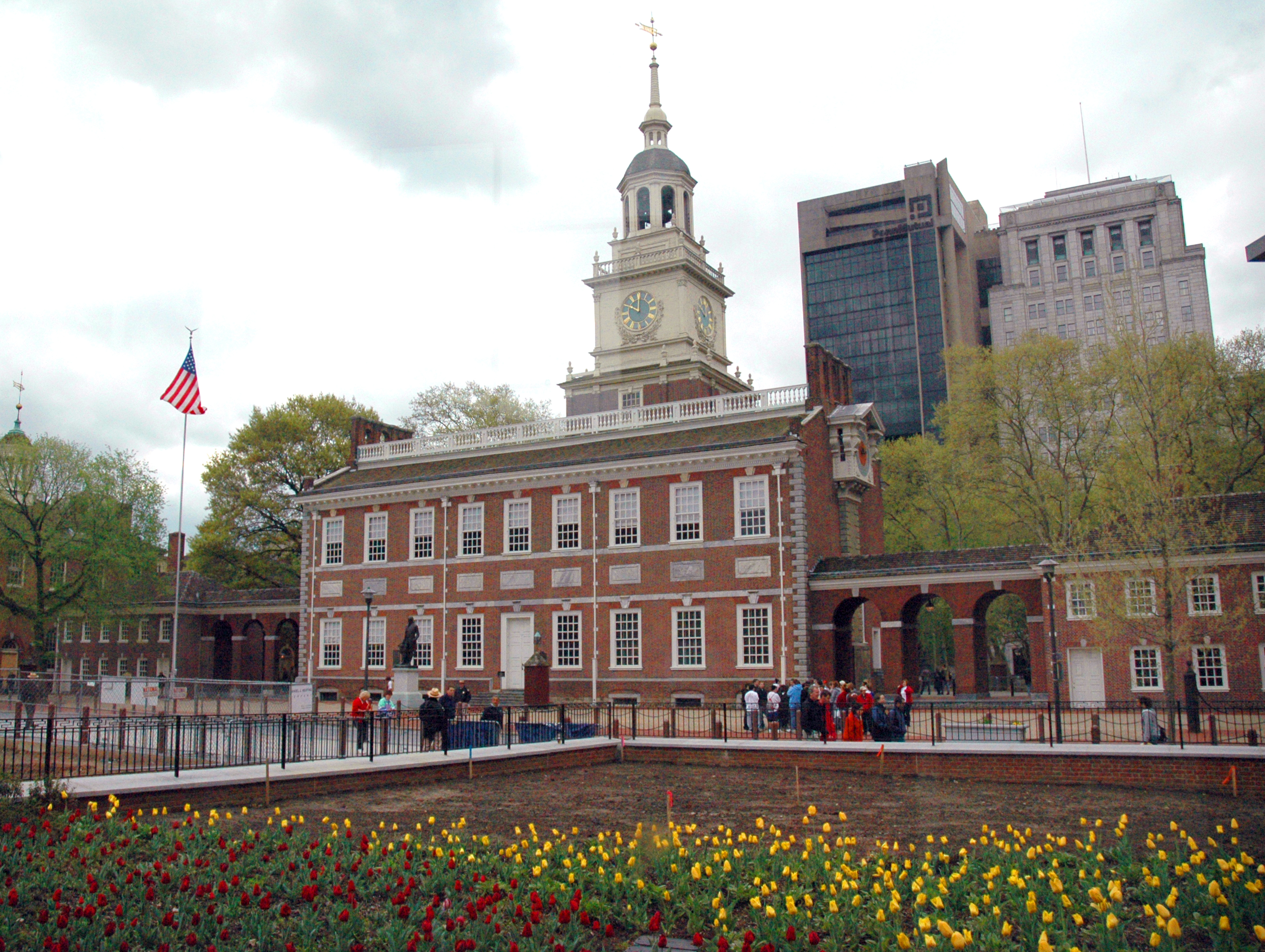
Vista della facciata

Il 18 ottobre 1918 Tomáš Masaryk proclamò l'indipendenza della Cecoslovacchia sui gradini dell'Independence Hall.
Nel 1948 gli interni dell'edificio vennero restaurati ridandogli l'antico aspetto. L'Independence National Historical Park venne inaugurato dall'80º Congresso quello stesso anno, decisi a preservare le caratteristiche storiche associate alla Rivoluzione Americana. L'Independence National Historical Park venne costruito su di un'area che comprendeva: Independence Square, Carpenters' Hall (luogo d'incontro del Primo congresso continentale), la casa di Benjamin Franklin, la neo ricostruita Graff House (dove Thomas Jefferson scrisse la Dichiarazione di Indipendenza), City Tavern (centro delle attività durante la rivoluzione) e case restaurate di quel periodo.
Il parco può anche vantare la Liberty Bell, la scrivania di Franklin, giardini e biblioteche. Il luogo fu teatro di un'ampia attività di ricerca archeologica da parte del governo federale, il che permise la ristrutturazione dell'Independence Hall e di altri edifici del parco, definendo degli standard di preservazione storica e stimolando il ringiovanimento della vecchia Filadelfia. Il sito è gestito dal National Park Service, ed è inserito tra i Patrimoni dell'umanità dell'UNESCO (unendosi agli altri tre costruiti dall'uomo ancora in piedi: la Statua della Libertà, il Pueblo di Taos ed il sito combinato dell'Università della Virginia e di Monticello).
Il 4 luglio 1962 il Presidente John Kennedy vi tenne un discorso nell'Independence Day del 1962. Independence Hall è stata usata di recente come punto di partenza per le proteste, a causa del suo valore simbolico storico in supporto dei movimenti democratici e per i diritti civili. Independence Hall e la Liberty Bell sono protette in una zona sicura.

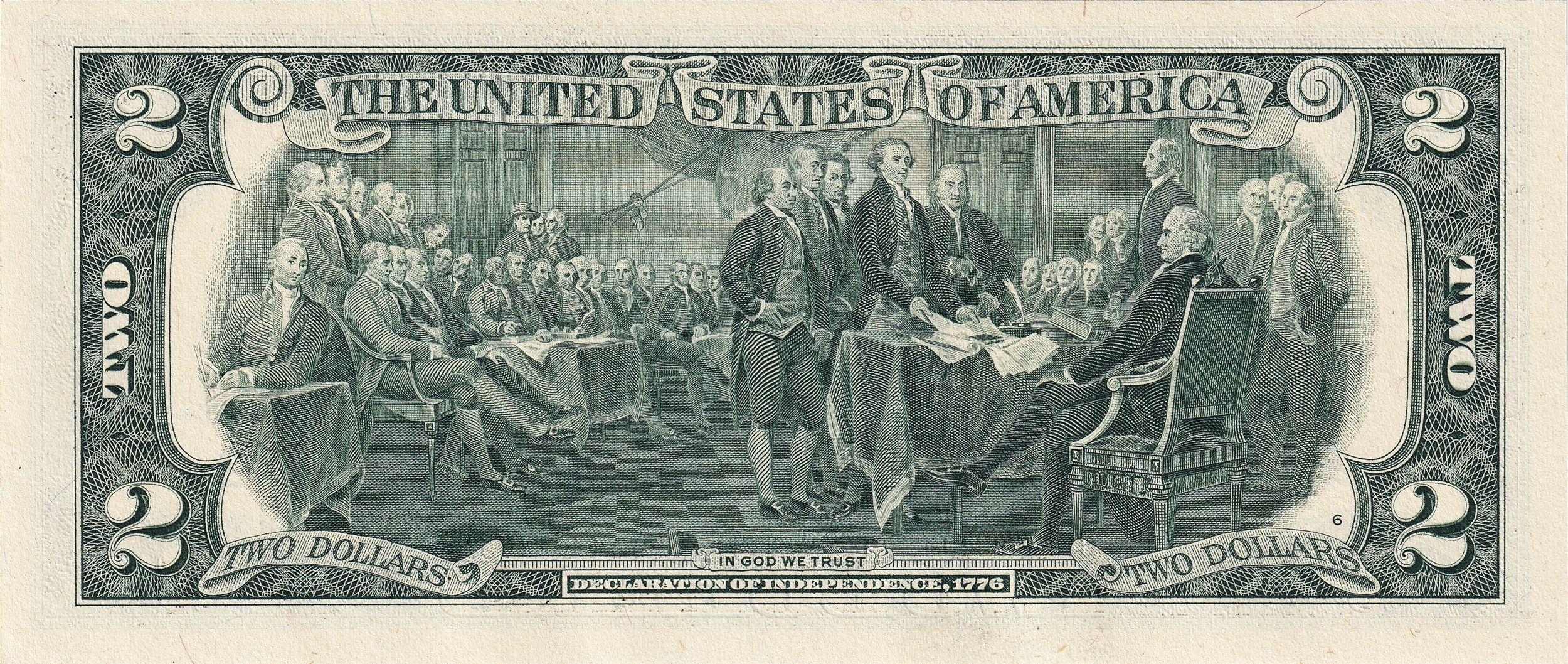
Il biglietto da due dollari, raffigurante il dipinto di John Trumbull intitolato Dichiarazione di Indipendenza

In seguito agli attentati dell'11 settembre 2001, nel tentativo di proteggere i monumenti storici dello United States Department of Homeland Security, i percorsi pedonali attorno ad Independence Square e parte di Independence Mall vennero limitati da barriere temporanee e ranger. Nel 2006 il National Park Service propose l'installazione di un recinto di sicurezza alto due metri attorno ad Independence Hall ed attraverso Independence Square, un piano che trovò l'opposizione dei politici di Filadelfia, del governatore della Pennsylvania Ed Rendell e del senatore Arlen Specter. Da gennaio 2007 il piano del National Park Service venne modificato eliminando lo steccato a favore di colonnine e catene, e rimuovendo l'ultima delle barriere temporanee che limitavano il traffico pedonale.
Independence Hall è stata raffigurata sul retro del biglietto da 100$, e sul mezzo dollaro commemorativo del bicentenario degli Stati Uniti. La Sala delle Assemblee è raffigurata sul retro del biglietto da due dollari, in un dipinto di John Trumbull intitolato Dichiarazione di Indipendenza.

## Galleria d'immagini

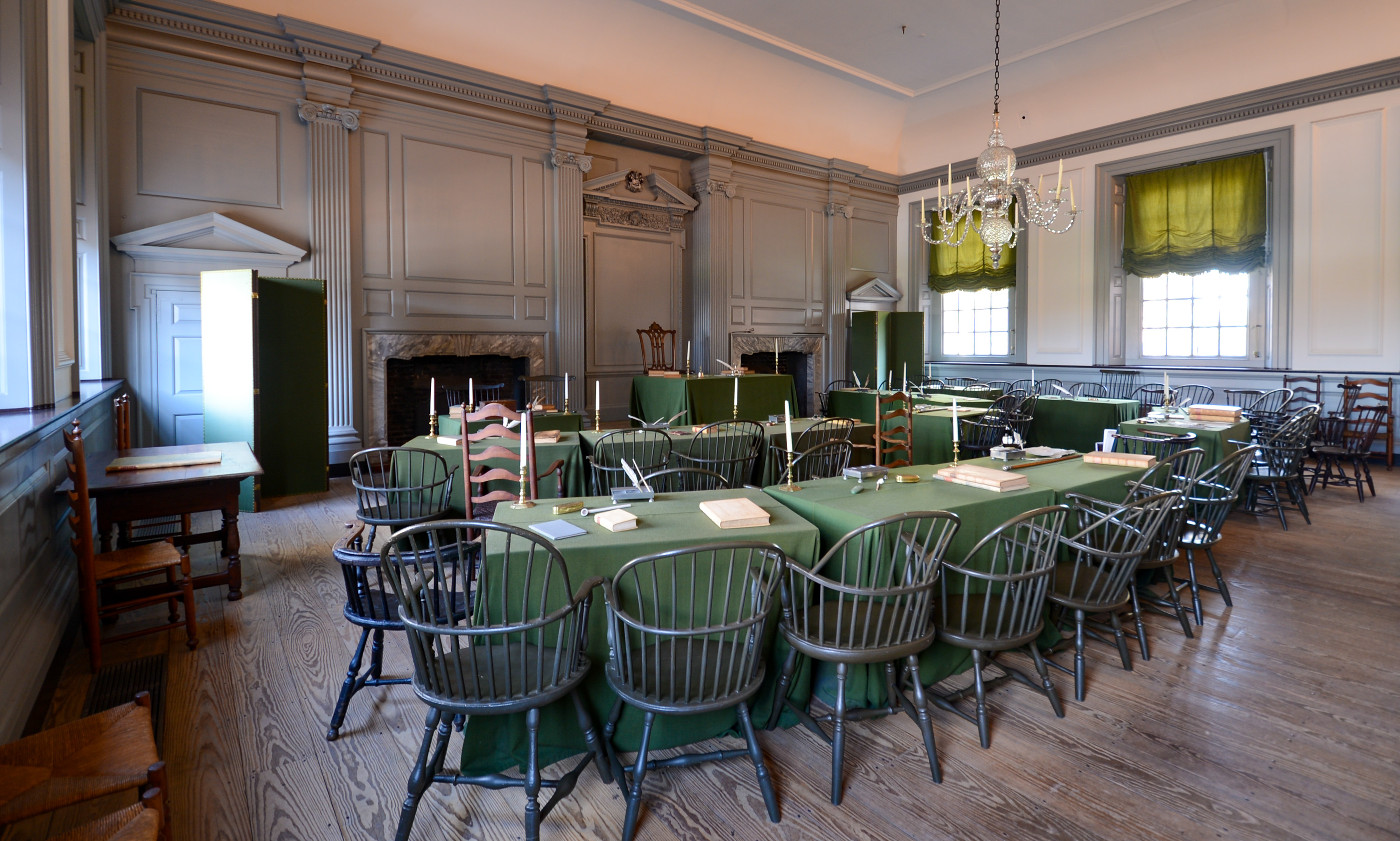
La Sala della Assemblee, in cui vennero scritte e ratificate la Dichiarazione di indipendenza e la Costituzione
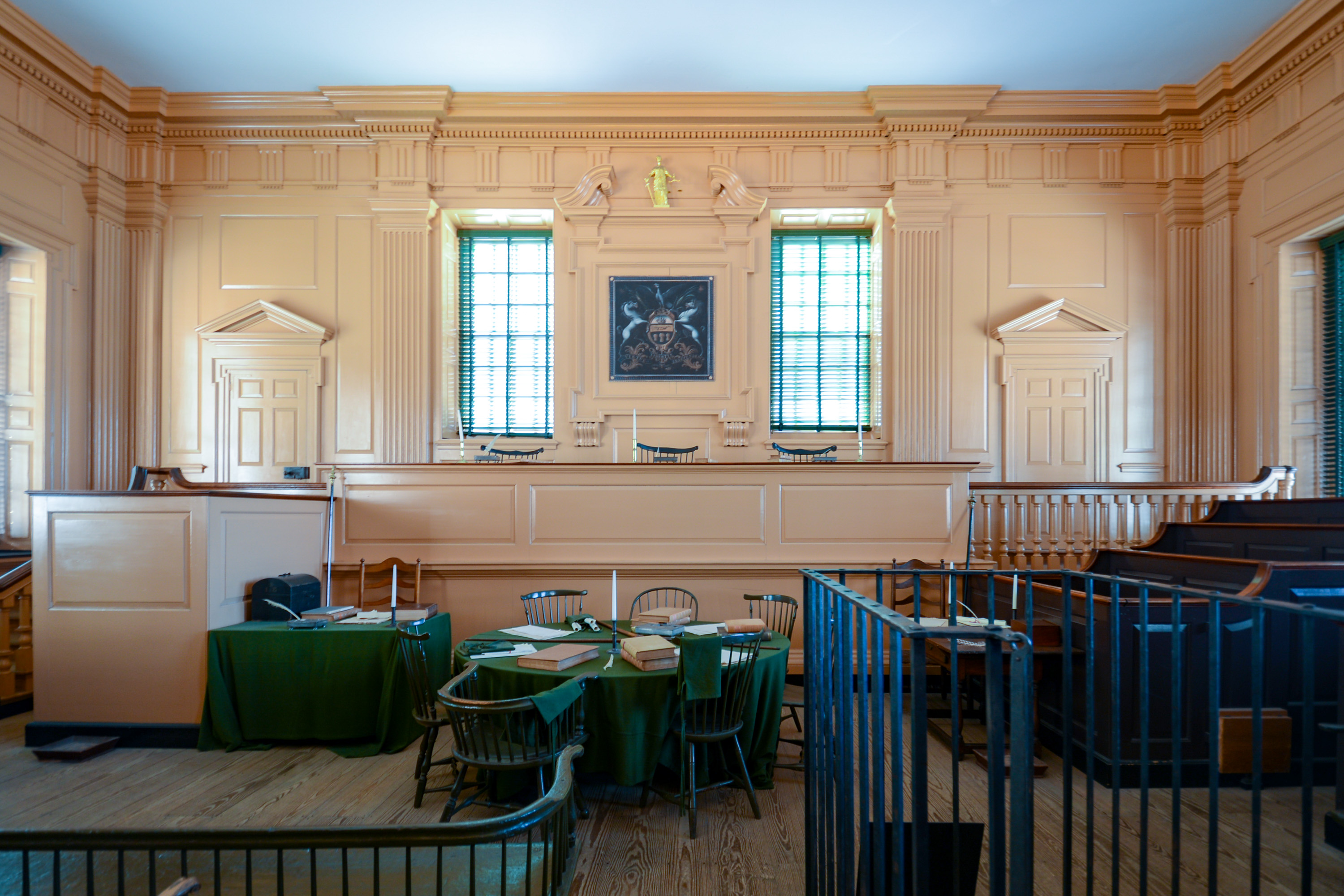
Supreme Court Room
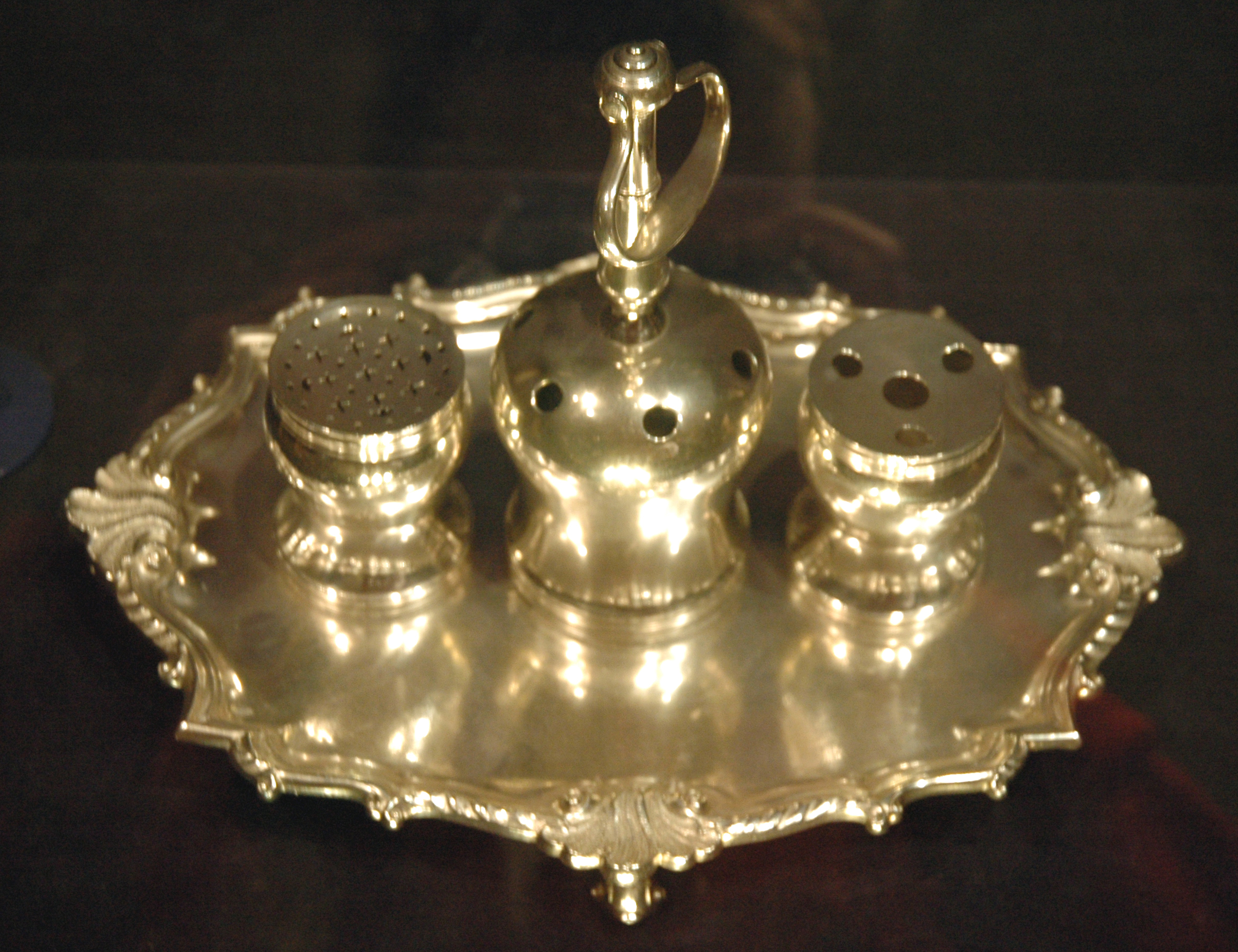
Il calamaio Syng con cui vennero firmate Dichiarazione di indipendenza e Costituzione, è in mostra presso l'Independence Hall
Il dipinto di John Trumbull raffigurato sulla banconota da due dollari
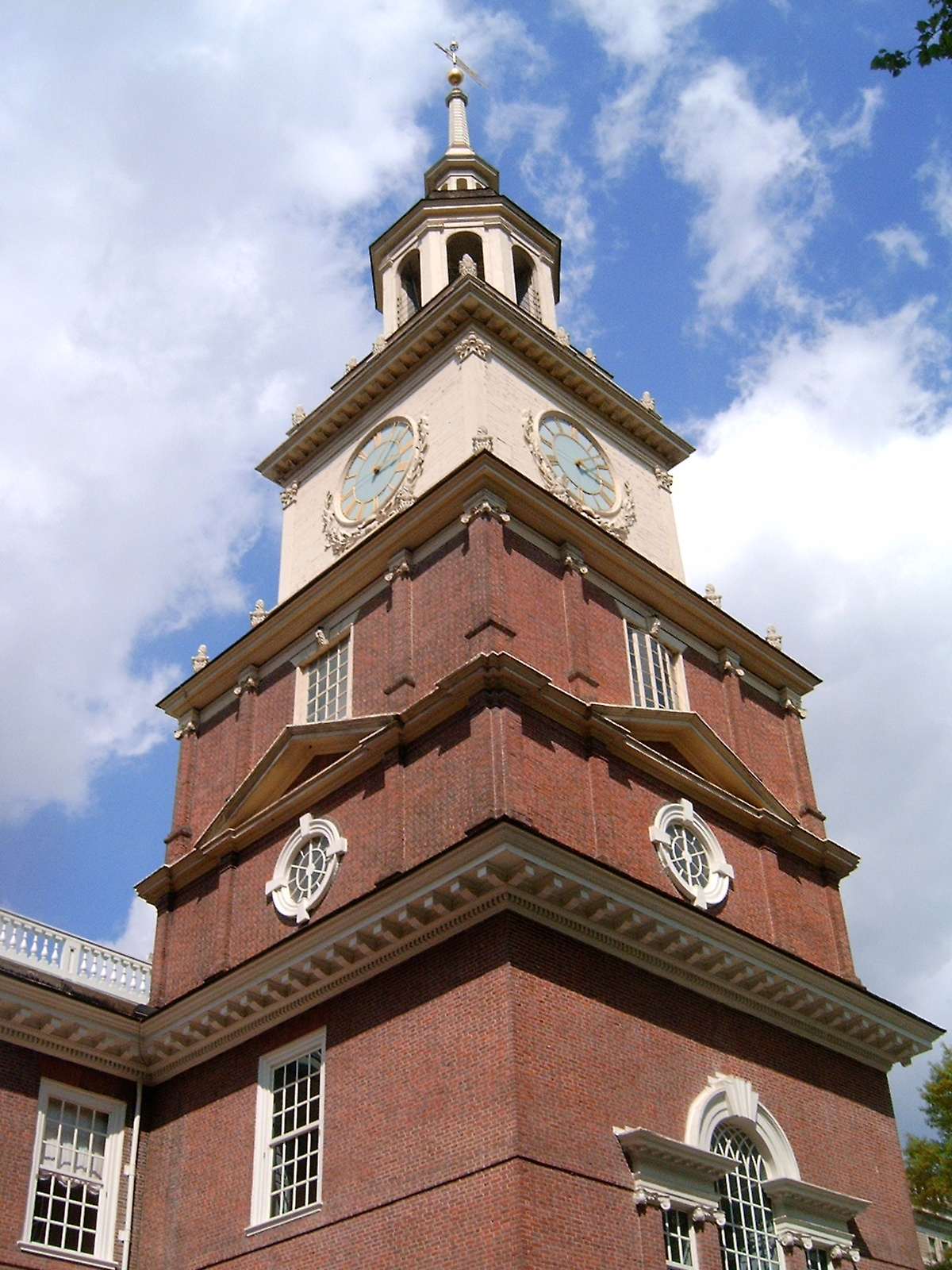
La torre campanaria della Liberty Bell.
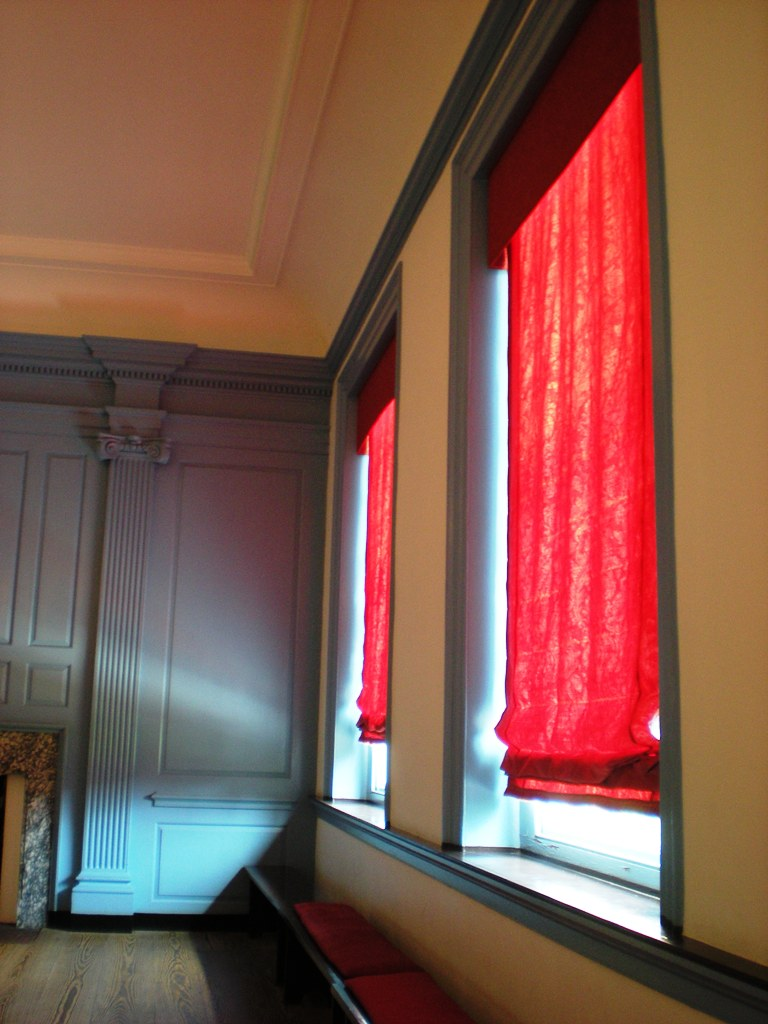
Long Gallery
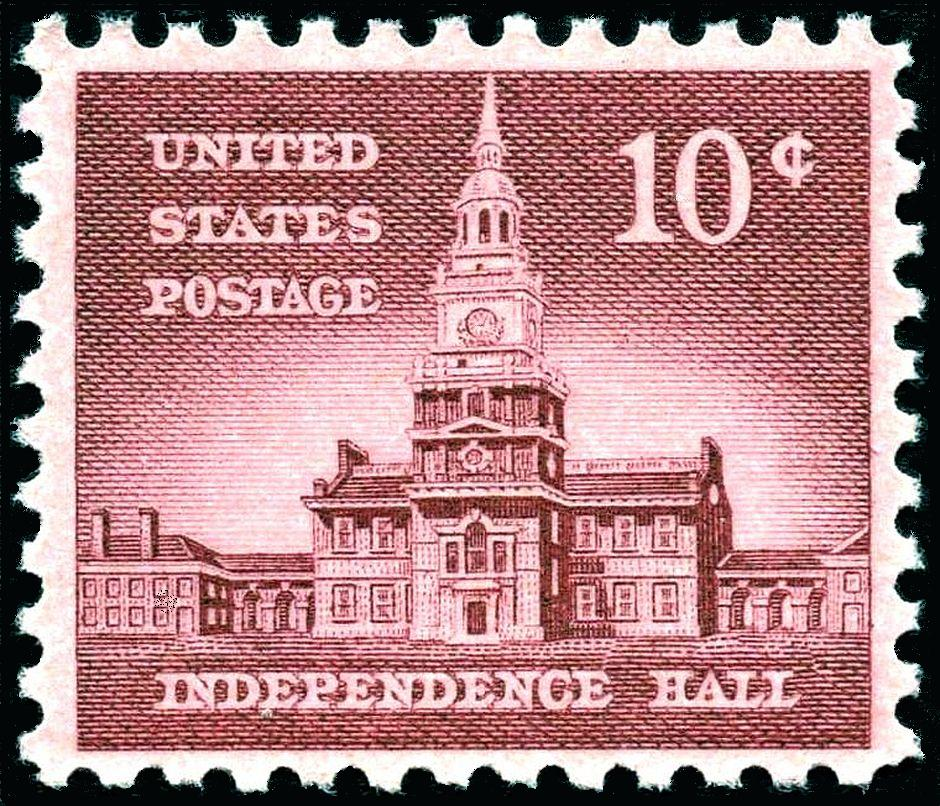
Francobollo postale degli Stati Uniti del 1956
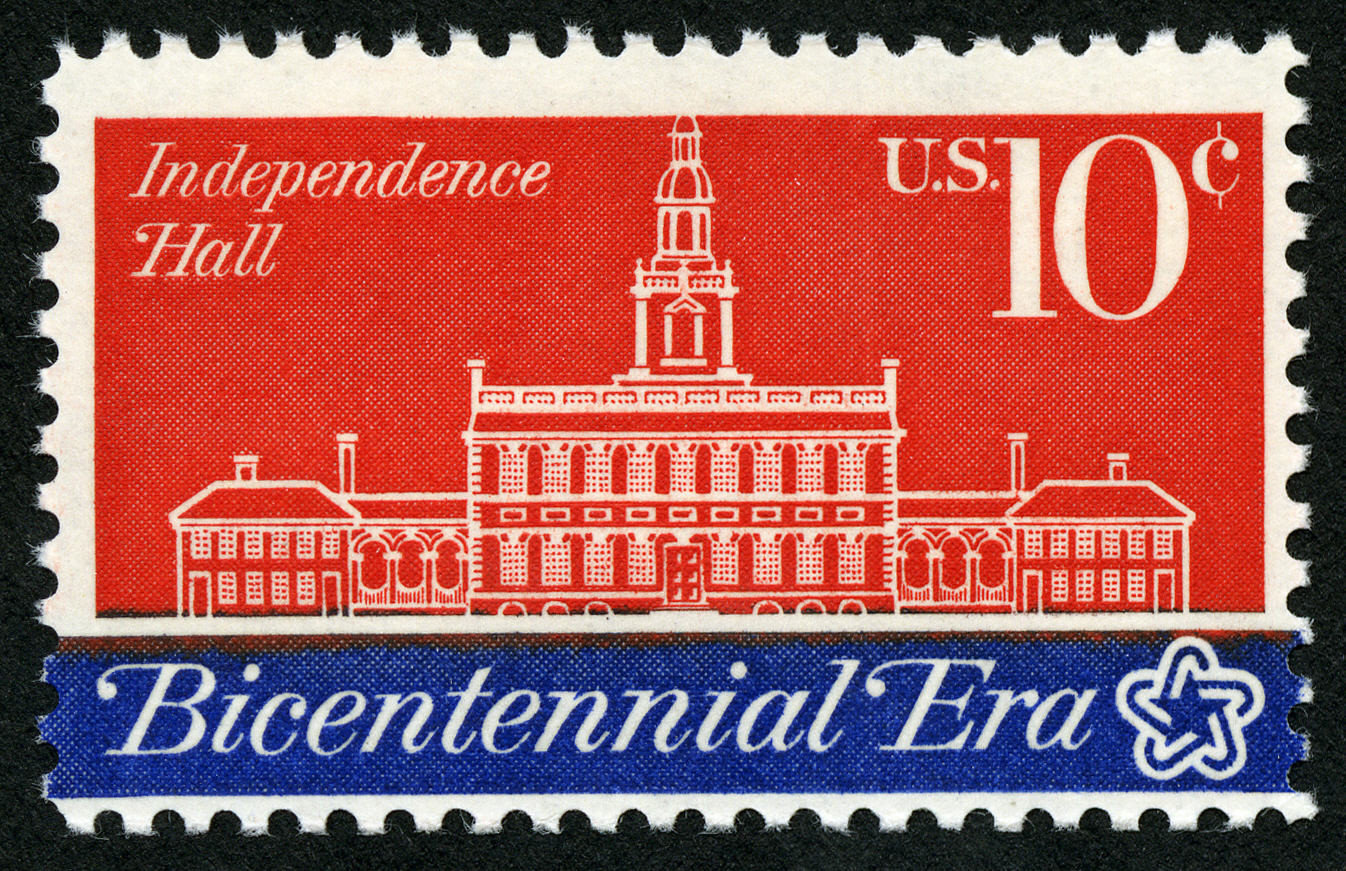
Francobollo postale degli Stati Uniti del 1974

## Cultura di massa
- L'edificio è l'ambientazione principale del musical 1776.
- È il posto in cui vengono nascosti gli occhiali per leggere una mappa nel film Il mistero dei templari.
- La Knott's Berry Farm costruì una copia fedele dell'Independence Hall - così accurata che l'originale usò i colori di quella di Knott's per la recente ristrutturazione, ed anche la copia venne usata in Il mistero dei templari.